# Pseudotrochalus piceoniger
Pseudotrochalus piceoniger är en skalbaggsart som beskrevs av Moser 1924. Pseudotrochalus piceoniger ingår i släktet Pseudotrochalus och familjen Melolonthidae. Inga underarter finns listade i Catalogue of Life.